# Progesteron
Progesteron, ili P4 (pregn-4-en-3,20-dion) je C-21 steroidni hormon koji učestvuje u ženskom menstrualnom ciklusu, trudnoći (pomaže gestaciju) i embriogenezu čoveka i drugih vrsta. Progesteron pripada progestogenskoj klasi hormona. On je glavni prirodni predstavnik ljudskih progestogena.
Progesteron se proizvodi iz iam familije povrća, (lat. Dioscorea balcanica). Ove biljke proizvode velike količine steroida diosgenina, koji se laboratorijski konvertuje u progesteron.

## Hemija
Progesteron su nezavisno otkrile četiri grupe istraživača.
Vilard Miron Alen i njegov profesor anatomije Džordž Vašington Korner su otkrili progesteron u medicinskoj školi univerziteta u Ročesteru 1933. Alen je prvi odredio tačku topljenja, molekulsku težinu, i parcijalnu molekulsku strukturu. On je takođe dao ime molekulu, Progesteron, što je izvedeno iz Progestageni Steroidni keton.
Poput drugih steroida, progesteron se sastoji od četiri međusobno kondenzovana ciklična ugljovodonika. Progesteron sadrži ketonsku funkcionalnu grupu, kao i dve metilne grane. Poput svih steroidnih hormona, on je hidrofoban.

## Sinteza

### Biosinteza
Kod životinja, progesteron (6), kao i svi drugi steroidni hormoni, je sintetisan iz pregnenolona (3), koji je izveden iz holesterola (1).
Holesterol (1) podleže dvostrukoj oksidaciji i proizvodi 20,22-dihidroksiholesterol (2). Ovaj vicinalni diol se zatim dalje oksiduje uz gubitak bočnog lanca počevši od pozicije C-22 da bi formirao pregnenolon (3). Ova reakcija je katalizovana citohromom P450scc. Konverzija pregnenolona u progesteron se odvija u dva stupnja. Prvo se 3-hidroksilna grupa oksidira u keto grupu (4), a zatim se dvostruka veza premesti na C-4, sa C-5 putem reakcije keto/enolne tautomerizacije. Ovu reakciju katalizuje 3-beta-HSD (3 beta-hidroksi steroid dehidrogenaza/delta(5)-delta(4)izomeraza).
Progesteron je prekurzor za mineralokortikoid aldosteron, a nakon konverzije do 17-hidroksi progesterona (još jednog prirodnog progestogena) za kortizol i androstendion. Androstendion se može konvertovati u testosteron, estron i estradiol.
Pregenolon i progesteron takođe može da sintetiše kvasac.

### Laboratorija
Ekonomičnu semi sintezu progesterona iz biljnog steroida diosgenina izolovanog iz iama je razvio Rasel Earl Marker 1940. za Parke-Davis farmaceutsku kompaniju. Ova sinteza je poznata kao Markerova degradacija. Nekoliko drugih semi-sinteza koje počinju od raznih steroida progesterona je bilo objavljene. Na primer, kortizon može da bude simultano deoksigeniran na C-17 i C-21 pozicija primenom jodotrimetilsilana u hloroformu čime nastaje 11-keto-progesteron (ketogestin), koji se zatim redukuje u pozicije-11 i daje progesteron.
Totalnu sintezu progesterona je objavio 1971 Vilijam Samer Džonson. Sinteza počinje reakcijom fosfonijum soli 7 sa fenil litijumom što daje fosfonijum ilid 8. Ilid 8 reaguje sa aldehidom i proizvodi alken 9. Ketalne zaštitne grupe 9 se hidrolizuju i proizvode diketone 10, koji se zatim ciklizuju da bi formirali ciklopentenon 11. Keton 11 reaguje sa metil litijumom i daje tercijarni alkohol 12, koji se zatim tretira kiselinom i daje tercijarni katjon 13. Ključni stepen sinteze je ciklizacija π-katjona 13 u kojoj se B-, C-, i D-prstenovi steroida simultano formiraju i proizvode 14. Taj stepen podseća na katjonsku ciklizacionu reakciju koja se koristi u biosintezi steroida i iz tog razloga se naziva biomimetikom. U sledećem stepenu enol ortoestar se hidrolizuje i proizvodi keton 15. Ciklopentenski A-prsten se otvara oksidacijom sa ozonom i daje 16. Konačno, diketon 17 podleže intramolekulskoj aldolnoj kondenzaciji primenom vodenog rastvora kalijum hidroksida i nastaje progesteron.

## Spoljašnje veze
- Progesterone на 
- Generalna diskusija o progesteronu i njegovim primenama

|  | Molimo Vas, obratite pažnju na važno upozorenje u vezi sa temama iz oblasti medicine (zdravlja). |